# Kostel Nanebevzetí Panny Marie (Přibenice)
Kostel Nanebevzetí Panny Marie je římskokatolický filiální kostel v Přibenicích v okrese Louny v Ústeckém kraji. Kostel stojí na zrušeném hřbitově na návrší nad jižním okrajem vesnice.

## Historie
Farní kostel je v Přibenicích připomínán již před rokem 1389. Na jeho místě byl ve druhé polovině 19. století postaven nový kostel v novorománském slohu. Po roce 1945 nebyl udržován, značně zchátral a interiér byl zdevastován. Má zničené omítky, rozbitá okna i dveře a ve střeše jsou velké díry. Zdevastovaný je nejen interiér kostela, ale i okolní hřbitov, který je zcela zarostlý, náhrobky jsou vyvrácené a na dně otevřené hrobky lze spatřit kusy rakví a části lidských ostatků. V druhé polovině září 2019 zde pořádal workcamp s dobrovolníky broumovský spolek Omnium, který se zaměřuje na údržbu a obnovu památek v České republice a který je vlastníkem tohoto objektu.

## Zařízení
Před devastací kostela se uvnitř plochostropé lodi nacházel portálový oltář z první třetiny 18. století s akantovými postranicemi se stuhou. Stávala na něm snad gotická socha Madony. Boční oltáře ze druhé poloviny 18. století byly zasvěcené svatému Václavovi a svatému Janu Nepomuckému.

## Galerie

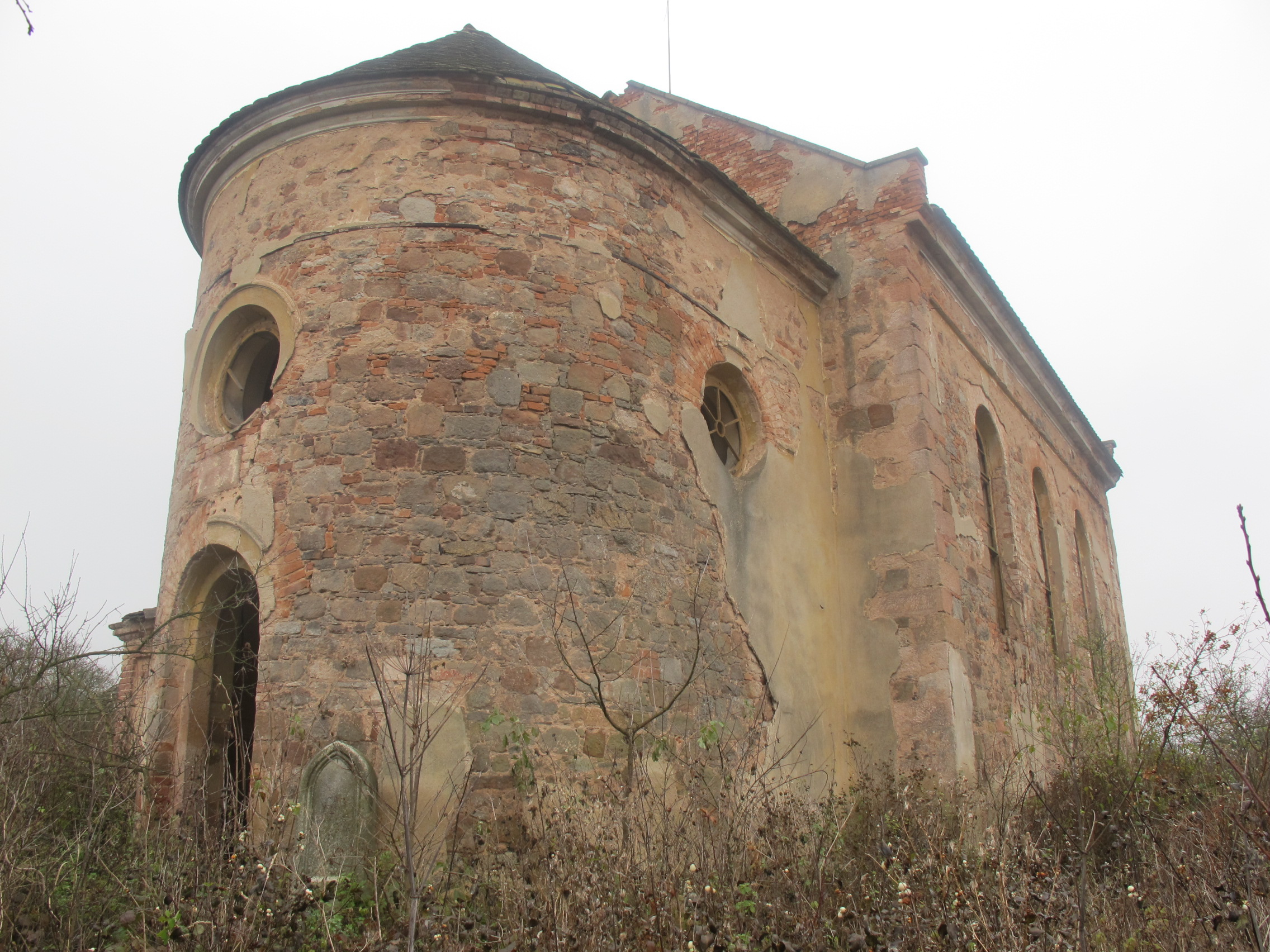
Presbytář
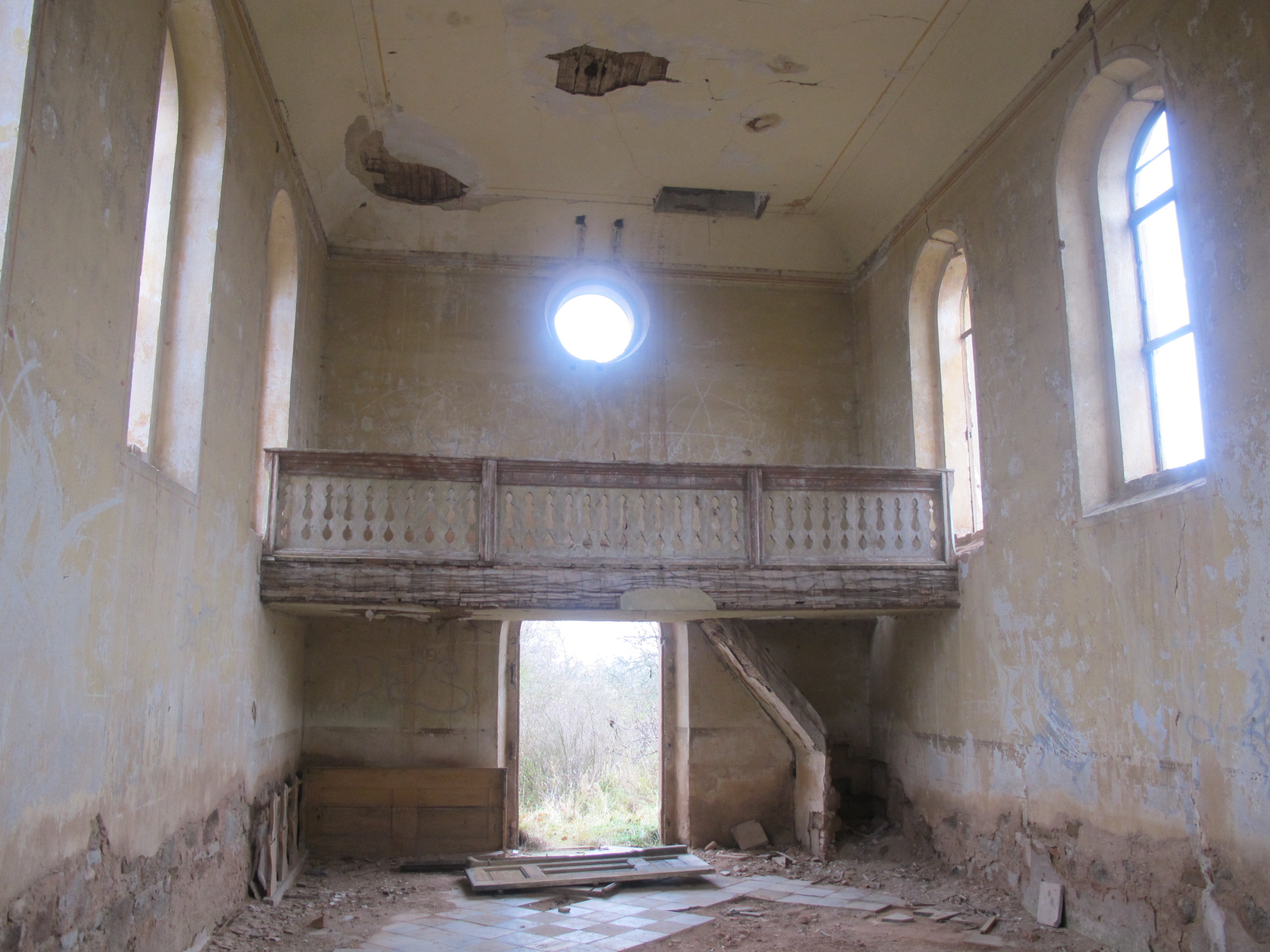
Interiér